# Jannik Steimle
Jannik Steimle (Weilheim an der Teck, 4 de abril de 1996) es un deportista alemán que compite en ciclismo en la modalidad de ruta, perteneciendo al equipo Q36.5 Pro Cycling desde 2024.
Ganó una medalla de bronce en el Campeonato Mundial de Ciclismo en Ruta de 2023 y dos medallas en el Campeonato Europeo de Ciclismo en Ruta, en los años 2023 y 2024.

## Medallero internacional
| Campeonato Mundial | Campeonato Mundial     | Campeonato Mundial | Campeonato Mundial              |
| Año                | Lugar                  | Medalla            | Competición                     |
| ------------------ | ---------------------- | ------------------ | ------------------------------- |
| 2023               | Glasgow (Reino Unido)  | Medalla de bronce  | Contrarreloj por relevos mixtos |
| Campeonato Europeo |                        |                    |                                 |
| Año                | Lugar                  | Medalla            | Competición                     |
| 2023               | Drenthe (Países Bajos) | Medalla de bronce  | Contrarreloj por relevos mixtos |
| 2024               | Limburgo (Bélgica)     | Medalla de plata   | Contrarreloj por relevos mixtos |

## Palmarés
2016
- Croacia-Eslovenia

2018
- 1 etapa del Kreiz Breizh Elites
- 1 etapa de la Vuelta a Bohemia Meridional

2019
- 1 etapa del CCC Tour-Grody Piastowskie
- 1 etapa de la Flèche du Sud
- Oberösterreichrundfahrt, más 1 etapa
- 2 etapas de la Vuelta a Austria
- Campeonato de Flandes

2020
- Tour de Eslovaquia, más 1 etapa

2021
- 1 etapa del Tour de Eslovaquia

2022
- 2.º en el Campeonato de Alemania Contrarreloj

2024
- Gran Premio de Denain

## Resultados en Grandes Vueltas y Campeonatos del Mundo
| Carrera         | Carrera         | 2016 | 2017 | 2018 | 2019 | 2020 | 2021 | 2022 | 2023 | 2024 |
| --------------- | --------------- | ---- | ---- | ---- | ---- | ---- | ---- | ---- | ---- | ---- |
|                 | Giro de Italia  | —    | —    | —    | —    | —    | —    | ―    | —    | —    |
|                 | Tour de Francia | —    | —    | —    | —    | —    | —    | ―    | —    | —    |
|                 | Vuelta a España | —    | —    | —    | —    | 83.º | —    | ―    | —    | —    |
| Mundial en Ruta | Mundial en Ruta | —    | —    | —    | —    | —    | —    | 72.º | Ab.  | —    |

| —: No participó | Ab: Abandono |